# Делта план
Делта план представља низ грађевинских пројеката на југозападу Низоземске са сврхом да заштити велику површину око делте река Рајне, Мезе и Схелде. Састоји се од низа брана, преводница и насипа. Циљ изградње ове баријере је да се скрати обала Низоземске, чиме би се смањио број насипа који би морали да се подигну.
Надморска висина 4 м испод морске површине - пише на табли на пријемној згради амстердамског аеродрома Схипхол. Готово половина Низоземске лежи дубље од средње површине мора, тако да већ 1200 година Низоземци воде мучну борбу са морем. Бедеми и насипи у дужини од 1800 км штите земљу, а 75 година ради се на отцепљењу и делимичном исушивању Зојдерског језера.
Одувек је нарочито угрожена југозападна обалска област са многим острвима и полуострвима. Када је после последње катастрофалне поплаве 1. фебруара 1953, када су насипи попустили, десетине хиљада плодних хектара земље било је поплављено, холандска влада дала је да се изграде планови за скраћење обалске линије у области делте за 700 км. Тај делта-план предвиђа, поред неких мањих насипа, и отцепљење четири велика и дубока морска рукавца. Два водена пута према пристаништима у Ротердаму и Антверпену треба да остану отворена.